# Laserschweißen im Vakuum
Das Laserschweißen im Vakuum oder Laserstrahlschweißen im Vakuum (kurz LaVa oder LasVak) ist eine Verfahrensmodifikation des Laserstrahlschweißens. Es kombiniert die Vakuumtechnik, die normalerweise beim Elektronenstrahlschweißen zum Einsatz kommt, mit der etablierten Fügetechnik des Laserstrahlschweißens. Das Verfahren wird in der Regel in einem Druckbereich von 1 bis 100 hPa eingesetzt und zeichnet sich durch eine sehr hohe Schweißnahtqualität durch die Vermeidung von Poren und Schweißspritzern aus. Die mit dem LaVa-Schweißen erzeugten Schweißnähte gleichen in ihrer Ausbildung Elektronenstrahlschweißnähten.

## Historie
Erste Versuche zum LaVa-Schweißen wurden schon in den 1980er Jahren mit einem CO2-Laser durchgeführt. Dabei stellte sich heraus, dass sich die Schweißgeschwindigkeit bei reduziertem Druck in eine unübliche Größenordnung verringern lässt, wodurch eine signifikante Steigerung der Einschweißtiefe erreicht wird. Weiterhin ließ sich die an Atmosphäre üblicherweise vorhandene Plasmafackel deutlich reduzieren.
Mit der Entwicklung brillanter Festkörperlaser wie z. B. Scheibenlaser wurde das Thema des LaVa-Schweißens ab 2009 am Institut für Schweißtechnik und Fügetechnik der RWTH Aachen wieder aufgegriffen.
Bei den ersten Versuchen mit einem 600 W Singlemode Faserlaser zeigte sich, dass das Elektronenstrahlschweißen und das LaVa-Schweißen bei gleich eingestellten Parametern nahezu identische Schweißnahtformen und -qualitäten hervorbringen.
Untersuchungen des Instituts für Füge- und Schweißtechnik der TU Braunschweig zeigten weiterhin, dass sich die Spritzerbildung durch das Vakuum deutlich verringern lässt.
Das Potential des LaVa-Schweißens als Alternativverfahren zum Elektronenstrahl wurde 2011 bei Versuchen mit 12 kW Strahlleistung gezeigt. Dabei konnte an Stahl eine Einschweißtiefe von 50 mm erreicht werden.

## Grundlagen
Der „LaVa-Effekt“, der eine Erhöhung der Einschweißtiefe bei gleichbleibender Laserstrahlleistung, eine Reduktion von Spritzern und Poren, sowie die Vermeidung der Dampffackel hervorruft, kann durch die folgenden physikalischen Eigenschaften beschrieben werden. Während der Schmelzpunkt von Metallen im Wesentlichen druckunabhängig ist (für Eisen ergibt sich theoretisch bei einem absoluten Vakuum eine Reduktion des Schmelzpunktes um 0,01 K), reduziert sich der Siedepunkt hingegen deutlich. Bei 10−1 hPa wird die Verdampfungstemperatur von Eisen um mehr als 1300 K reduziert.
Die geringere Verdampfungstemperatur führt zu einem reduzierten Temperaturgradienten zwischen der Wand der Dampfkapillare und der Schmelzlinie, was ein deutlich verringertes Schmelzbadvolumen zur Folge hat. Weiterhin ist die Dampfkapillarwand durch die geringere Temperatur stabiler als beim Schweißen an Atmosphäre, was zusätzlich eine Stabilisierung der Schmelzbadströmungen zur Folge hat. Besonders die Geschwindigkeit der hinter der Dampfkapillare aufsteigenden Strömung wird reduziert. Durch diese Reduzierung ergibt sich die verringerte Neigung zur Spritzer- und Porenbildung.

## Vor- und Nachteile gegenüber dem Elektronenstrahlschweißen
Während Elektronenstrahlanlagen im Bereich der Strahlerzeugung einen Druck von ca. 10−5 hPa oder höher benötigen – was aber für den Schweißvorgang irrelevant ist, da dieses Vakuum über die Betriebsdauer der Maschine permanent aufrechterhalten bleibt, wird der Laserstrahl nicht im Vakuum erzeugt. Nach der Fokussierung in der Optik erfolgt die Einkopplung des Laserstrahls in die Vakuumkammer durch ein für die Strahlung transparentes Schutzglas, welches gleichzeitig als Vakuumfenster verwendet wird. In der Vakuumkammer selbst muss beim Elektronenstrahlschweißen, um Kollisionen der Elektronen mit Luftmolekülen zu vermeiden, je nach Aufgabe ein Druck von 10−2 – 10−4 hPa vorliegen. Beim LaVa-Schweißen genügt hingegen ein Druck von 100 – 102 hPa. Dadurch können die Evakuierungszeiten reduziert und die mögliche Taktzeit verbessert werden, wenngleich moderne Elektronenstrahlmaschinen für die Massenfertigung ebenfalls kurze Taktzeiten bieten.
Die Kathode, das Bauteil des Elektronenstrahlgenerators, aus dem die Elektronen austreten, unterliegt einem kontinuierlichen Verschleiß. Daher muss diese in regelmäßigen Abständen gewechselt werden. Die Standzeiten der Kathode sind dabei maßgeblich abhängig von der Schweißaufgabe. Bei Tiefschweißungen an Aluminium muss ein Austausch nach ca. 4 Stunden Strahl-ein-Zeit (nicht Maschinen-Betriebszeit) erfolgen, bei Stahlwerkstoffen mit geringen Einschweißtiefen kann hingegen eine Standzeit von bis zu 100 Stunden erreicht werden. Der bevorstehende Ausfall einer Kathode ist mit geeigneter Überwachungstechnik vorhersehbar, was somit im seltensten Fall zu einem Totalausfall der Schweißmaschine und damit bei komplexen und kostenintensiven Einzelbauteilen zu einem signifikanten wirtschaftlichen Schaden führen könnte. Beim Wechsel der Kathode könnten sich Abweichungen von der Soll-Einbaulage ergeben, die sich negativ auf das Schweißergebnis auswirken würden, jedoch dienen Präzisionsvorrichtungen zur Vermeidung dieses Effektes. Im Laserstrahlerzeuger oder der Optik von LaVa-Anlagen hingegen befinden sich keine Verschleißteile (abgesehen von der Laseralterung und einer möglichen Bedampfung des Schutzfensters), die sich negativ auf die Strahlqualität ausüben. In beiden Verfahrensvarianten ist also die stabile Reproduzierbarkeit der Schweißergebnisse gegeben.
Da der Elektronenstrahl aus geladenen Teilchen besteht, kann dieser durch Magnetfelder beeinflusst werden. Dadurch ergeben sich viele Möglichkeiten der gezielten Strahlmanipulation, was bspw. die sogenannte Mehrbadtechnik ermöglicht. Die Ablenkbarkeit durch Magnetfelder birgt aber auch Probleme, wenn diese nicht gezielt eingestellt werden. Wird bspw. im Verlauf der Fertigungskette – aus Gründen der Unkenntnis – eine magnetische Bauteilmanipulation eingesetzt, müssen die Bauteile vor dem Elektronenstrahlschweißen entmagnetisiert werden. Weiterhin kann beim Verschweißen gewisser Kombinationen verschiedener Materialien der sogenannte thermoelektrische Effekt auftreten. Durch diesen entstehen Magnetfelder, die den Elektronenstrahl ungewollt ablenken können; diesem Effekt muß gezielt entgegengewirkt werden. Da es sich beim Laserstrahl nicht um einen Partikelstrahl handelt, wird dieser auch nicht von Magnetfeldern beeinflusst; die Verwendung von Magnetmanipulatoren und der Thermoelektrische Effekt stellen daher kein Problem dar.
Beim Auftreffen des Elektronenstrahls auf metallische Bauteile entsteht Röntgenstrahlung, dabei wird etwa 1 % der Strahlleistung in Röntgenstrahlung umgewandelt. Da der Elektronenstrahlschweißprozess allerdings in einer geschlossenen Kammer erfolgt, wird die Röntgenstrahlung sicher abgeschirmt. Je nach Beschleunigungsspannung der Schweißmaschine werden zur Abschirmung allerdings Kammerwände aus ca. 20 mm dickem Stahl benötigt. Oberhalb von 70 kV Beschleunigungsspannung ist eine weitere Schutzschicht aus Blei zur Abschirmung notwendig. Der Laserstrahl hingegen emittiert keine Röntgenstrahlung. Aus diesem Grund können Kammern für das LaVa-Schweißen kosteneffizient aus Aluminium gefertigt werden.
Als Vorteil der Elektronenstrahltechnik gegenüber dem LaVa-Schweißen ist etwa die einfache Variation der Fokussierlänge des Elektronenstrahls über Veränderung des Fokusstroms zu nennen. Da Laseroptiken in der Regel starre Fokussierlängen haben, wird für eine Veränderung des Fokuspunktes in der Vakuumkammer eine zusätzliche Linearachse benötigt.
Laserstrahlung einer definierten Wellenlänge hat eine materialabhängige Absorptionsrate. Während bei Stahl beim Tiefschweißen nahezu 100 % der Strahlleistung in das Werkstück überführt werden können, liegt die Absorptionsrate bei Aluminium und Kupfer deutlich geringer. Der Elektronenstrahl hingegen hat eine materialunabhängige Absorptionsrate von über 95 %.